# Uvdal stavkirke
Kościół klepkowy w Uvdal (Uvdal stavkirke) – kościół klepkowy (słupowy), znajdujący się w norweskiej miejscowości Uvdal, w dolinie Numedal, w gminie Nore og Uvdal, w okręgu Buskerud.
Świątynia wybudowana została w 1168 roku na miejscu starszej. Od tego czasu była wielokrotnie rozbudowywana. Transept dodano w 1723 roku. W 1760 roku kościół został oszalowany. Wnętrze ozdobiono ornamentalną dekoracją naścienną. Od czasu reformacji świątynia należy do Kościoła Norweskiego. 